# ناوتو أوكازاكي
ناوتو أوكازاكي (باليابانية: 岡崎直人) هو مبارز بالسيف ياباني، ولد في 2 يوليو 1969 في كاناغاوا في اليابان.

## وصلات خارجية
- ناوتو أوكازاكي على موقع الاتحاد الدولي للمبارزة (الإنجليزية)
- ناوتو أوكازاكي على موقع أوليمبيديا (الإنجليزية)